# 何全皞
何全皞（839年—870年），唐朝将领，在865年-870年间任魏博节度使，实质独立于朝廷，尽管他协助朝廷平定了庞勋叛乱。870年，全皞被兵變所殺，将领韓君雄自封為留後。

## 背景
何全皞生于唐文宗开成四年（839年）。他的祖父何進滔在哗变军士支持下杀死节度使史憲誠后接管了魏博，而后由他的父亲何弘敬接任。何弘敬于咸通六年（865年）去世时，何全皞为左司马，士兵推举他为兵马留后。唐懿宗认可了，起复何全皞为云麾将、守金吾将军、检校右仆射兼御史大夫，充魏博节度观察处置等使。七年（866年）七月任他为兵马留后，八年（867年）又任为全权节度使。

## 任节度使
何全皞因丧母，纳还节钺，请求服丧，诏不许。
九年（868年），叛将庞勋控制徐州，朝廷决定兵分三路应对。神武大将军王晏權原为徐州北面招讨使，但他在当年就被泰宁军节度使曹翔替换。何全皞也出兵，由部将薛尤率军一万三千，协助曹翔。魏博军包围了据守在丰县的叛军，不停攻打。十年（869年）正月，丰县守将孟敬文因图谋背叛庞勋自立，故意安排庞勋心腹所率援军三千人为前锋与魏博军交战，自己退走，导致三千援军覆没。魏博军分五寨且在丰县城外屯数千人，但四月，庞勋潜入丰县，反围魏博营寨，杀魏博军二千人，虽然未能攻克营寨而退，但魏博军闻庞勋亲来即溃走，丰县因此解围。正在围攻滕县的曹翔闻魏博败，也引兵退保兗州。当年，叛乱平定，何全皞因功被授检校司空和同中書門下平章事的荣衔。
何全皞还很年轻，处罚很严，尤其喜欢判死刑，为了小错误而重重鞭笞下属，士兵因此畏惧他。又削减将士衣粮。十一年（870年）八月，军中相传何全皞又要减粮帛，士兵哗变。何全皞单骑逃跑，被士兵追上杀死。士兵推大将韩君雄为留后，朝廷为此由翰林學士承旨郑畋作《與韓君雄書》《與張文裕及魏博軍書》安抚魏博军，并追述了何家祖孙三代对朝廷的贡献和对何全皞被害的叹惜。唐懿宗本來命皇子李儼為遥领节度使，後來還是同意任命韩君雄。诏赠何全皞太保。

## 墓志
河北大名县曾出土边长1.4—1.5米的何全皞墓志铭，但在2000年左右被盗，下落不明。